# Cleyera theoides
Cleyera theoides là một loài thực vật có hoa trong họ Pentaphylacaceae. Loài này được (Sw.) Choisy mô tả khoa học đầu tiên năm 1855.